# Zoltán Perl
Zoltán Perl (Szombathely, 28 de julio de 1995) es un jugador de baloncesto húngaro que actualmente pertenece a la plantilla del Falco KC Szombathely de la NBIA, la máxima división húngara. Con 1,95 metros de altura puede jugar tanto en la posición de escolta como en la de alero.

## Trayectoria Profesional

### Falco Trend-Optika KC Szombathely
Formado en la cantera del Falco Trend-Optika KC Szombathely húngaro, debutó con el primer equipo de la NBIA en la temporada 2012-2013 (9 partidos con un promedio de 4,4 puntos (68,2 % en tiros de 2, 33,3 % en triples y 80 % en tiros libres), 1,3 rebotes y 1,2 asistencias en 8,7 min).
En la siguiente temporada (2013-2014), jugó 33 partidos de liga con el primer equipo con un promedio de 11,1 puntos (61,1 % en tiros de 2, 33,8 % en triples y 86,1 % en tiros libres), 2,7 rebotes, 2,5 asistencias y 1,2 robos en 26,9 min.
En la tercera y última temporada (2014-2015), jugó 36 partidos de liga con el primer equipo con un promedio de 14,7 puntos (62,3 % en tiros de 2, 32,5 % en triples y 80,7 % en tiros libres), 3,5 rebotes y 2,6 asistencias en 29,8 min.
A final de temporada fue elegido en el mejor quinteto de jugadores húngaros de la NBIA y recibió una mención honorable NBIA, ambas cosas por Eurobasket.com.
Disputó un total de 78 partidos de liga con el conjunto de Szombathely entre las tres temporadas, promediando 10 puntos (63,8 % en tiros de 2, 33,2 % en triples y 82,2 % en tiros libres), 2,5 rebotes y 2,1 asistencias en 21,8 min de media.

### Betaland Capo d'Orlando
En el verano de 2015, firmó por dos años por el Betaland Capo d'Orlando italiano.
En su primera temporada (2015-2016), jugó 24 partidos de liga con un promedio de 7,2 puntos (50,8 % en tiros de 2 y 64 % en tiros libres), 2,8 rebotes y 1,5 asistencias en 25,3 min.

### CB Estudiantes
En junio de 2018 firmó contrato con el CB Estudiantes de la Liga ACB española.

### Selección nacional
Disputó con las categorías inferiores de la selección húngara el Europeo Sub-16 División B de 2011, celebrado en Strumica, Macedonia, donde Hungría quedó en 5.ª posición, el Europeo Sub-18 División B de 2012, celebrado en Sarajevo, Bosnia-Herzegovina, donde Hungría quedó en 11.ª posición, el Europeo Sub-20 de 2014, celebrado en Heraclión, Grecia, donde Hungría quedó en 20.ª posición y el Europeo Sub-20 División B de 2015, celebrado en Székesfehérvar, Hungría, donde Hungría consiguió la medalla de bronce tras vencer por 68-66 a Montenegro.
En el Europeo Sub-16 División B de 2011 jugó 8 partidos con un promedio de 11,6 puntos (54 % en tiros de 2, 37,5 % en triples y 71,4 % en tiros libres), 4,1 rebotes y 3,4 asistencias en 26,6 min de media. Fue el máximo anotador y asistente de su selección.
Finalizó el Europeo Sub-16 de 2011 con el 12.º mejor % de tiros de 2 y el 13.º mejor % de tiros libres y fue el 7.º máximo asistente y el 7.º en tiros libres anotados (3,8 por partido) y el 9.º en faltas recibidas (5 por partido).
En el Europeo Sub-18 División B de 2012 jugó 9 partidos con un promedio de 17,3 puntos (59,5 % en tiros de 2 y 81 % en tiros libres), 5,7 rebotes, 3,3 asistencias y 1,4 robos en 29,3 min de media. Fue el máximo anotador y asistente de su selección.
Finalizó el Europeo Sub-18 División B de 2012 con el 5.º mejor % de tiros de campo (54,2 %), de tiros de 2 y de tiros libres y fue el 6.º máximo anotador, el 11.º máximo asistente, el 2.º en tiros libres anotados (5,2 por partido), el 3.º en faltas recibidas (5,4 por partido), el 5.º en tiros de 2 anotados (5,2 por partido) y el 12.º en tiros de campo anotados (5,8 por partido).
En el Europeo Sub-20 de 2014 jugó 9 partidos con un promedio de 12,8 puntos (36,8 % en triples y 92,9 % en tiros libres), 3,3 rebotes, 4 asistencias y 1,3 robos en 28 min de media. Fue el máximo asistente de su selección.
Finalizó el Europeo Sub-20 de 2014 con el mejor % de tiros libres y el 13.º mejor % de triples y fue el 13.º máximo anotador, el 12.º máximo asistente, el 14.º en robos, el 9.º en tiros libres anotados (2,9 por partido), el 16.º en tiros de campo anotados (4,6 por partido) y el 19.º en tiros de 2 anotados (3,8 por partido).
En el Europeo Sub-20 División B de 2015 jugó 8 partidos con un promedio de 25,1 puntos (63,5 % en tiros de 2 y 80,4 % en tiros libres), 4,1 rebotes, 3,9 asistencias y 1,1 robos en 31 min de media. Fue el máximo anotador y asistente de su selección y elegido en el mejor quinteto del Europeo Sub-20 División B de 2015.
Finalizó el Europeo Sub-20 División B de 2015 con el mejor % de tiros de 2, el 3.º mejor % de tiros de campo (56,1 %) y el 10.º mejor % de tiros libres y fue el máximo anotador, el 9.º máximo asistente, el 1.º en tiros de campo anotados (9,3 por partido) y en tiros de 2 anotados (8,3 por partido), el 2.º en tiros libres anotados (5,6 por partido) y faltas recibidas (7,1 por partido) y el 15.º en min.
En septiembre de 2022 disputó con el combinado absoluto húngaro el EuroBasket 2022, finalizando en vigesimotercera posición.